# Loul Sessène
Loul Sessène ist eine Gemeinde (commune) im Département Fatick der Region Fatick, gelegen im zentralen Westen Senegals. Sie besteht aus dem namensgebenden Hauptort (chef-lieu) sowie weiteren Dörfern (villages) und Weilern (hameaux).

## Geographische Lage
Die Gemeinde Loul Sessène liegt mit dem westlichen Teil im Erdnussbecken Senegals. Der östliche Teil hingegen, jenseits des von Nord nach Süd durch das Gemeindegebiet mäandrierenden Marigot de Guilor ist Teil des Saloum-Deltas, wo die weit landeinwärts reichende Gezeitenströmung aus dem flachen Küstenhinterland am Unterlauf des Saloum ein weit in die Breite verzweigtes unwegsames amphibisches System von Marigots, Bolons, Inseln und Mangrovenwäldern geschaffen hat, das besonders mit dem Marigot de Faoye weit nach Norden ausgreift. Der einzige natürliche Landkorridor zur Erreichbarkeit der Gemeinde kommt von Norden her. Die im Osten liegende Départementspräfektur Fatick ist deshalb von hier nur auf Umwegen erreichbar.
Der Hauptort Loul Sessène liegt 22 Kilometer westlich der Départementspräfektur Fatick und 100 Kilometer südöstlich der Hauptstadt Dakar. Das Gemeindegebiet hat eine Fläche von 245,80 km². Benachbarte Kommunen sind im Uhrzeigersinn Tattaguine und Diouroup im Norden, Mbéllacadiao im Osten, Djilasse im Süden und im Westen Nguéniène.

## Geschichte
Das Dorf Loul Sessène war seit 1972 Hauptort einer Landgemeinde (communauté rurale) und erhielt 2014, wie in Senegal alle communautés rurales, den landesweit einheitlichen Status einer Gemeinde (commune).

## Bevölkerung
Die letzten Volkszählungen ergaben jeweils folgende Einwohnerzahlen:
| Jahr | Einwohner |
| ---- | --------- |
| 1988 | 13.418    |
| 2002 | 16.257    |
| 2013 | 20.341    |
| 2023 | 22.528    |

Nach dem Zensus 1988 umfasste die Landgemeinde Loul Sessène zwölf Dörfer. Der Hauptort Loul Sessène hatte damals 1260 Einwohner und lag damit nach Einwohnerzahl in der Landgemeinde an erster Stelle vor dem Dorf Ndiol Mangane (992 Einwohner).

## Verkehr
Loul Sessène liegt abseits des Netzes der Nationalstraßen. Eine 12 Kilometer lange asphaltierte Piste, die auf halbem Weg zwischen Mbour und Fatick bei Thiadiaye von der N 1 nach Süden abzweigt, verbindet die Gemeinde mit dem Rest des Landes. Hinter der Ortsdurchfahrt Loul Sessène führt die Piste weiter nach Süden über Diofior bis Fimela und endet in dem touristisch geprägten Ort Ndangane Campement am Ufer des Marigot de Guilor.